# 鈍枝軸孔珊瑚
鈍枝軸孔珊瑚（学名：Acropora brueggemanni）为軸孔珊瑚科軸孔珊瑚屬下的一个种。